# 秋田県専修学校一覧
秋田県専修学校一覧（あきたけんせんしゅうがっこういちらん）は、秋田県の専修学校の一覧。

## 公立専修学校

### 秋田市
- 秋田公立美術大学附属高等学院
- 秋田県立秋田技術専門校[1]

### 横手市
- 秋田県立衛生看護学院

### 大仙市
- 秋田県立大曲技術専門校[1]

### 北秋田市
- 秋田県立鷹巣技術専門校[1]

## 私立専修学校

### 秋田市
- 高等専修学校秋田クラーク高等学院
- 秋田情報ビジネス専門学校（学校法人伊藤学園）
- 秋田社会福祉専門学校（学校法人伊藤学園）
- 秋田県理容美容専門学校（学校法人敬愛学園）
- 秋田コア ビジネスカレッジ（学校法人コア学園）
- 秋田リハビリテーション学院（学校法人コア学園）
- 秋田ヘアビューティカレッジ
- 中通高等看護学院（社会医療法人明和会）
- 秋田市医師会立秋田看護学校（一般社団法人秋田市医師会）
- 秋田県歯科医療専門学校
- 石塚洋裁専門学校
- 秋田ペット美容学院

### 能代市
- 秋田しらかみ看護学院

### 由利本荘市
- 由利本荘医師会立由利本荘看護学校（一般社団法人由利本荘医師会）

## 廃校となった私立専修学校

### 秋田市
- 秋田簿記珠算専修学校 - 2016年（平成28年）3月閉校
- 秋田建築デザイン専門学校 - 2021年（令和3年）3月閉校（学校法人峰本学園）
- 秋田県調理師専門学校 - 2021年（令和3年）3月閉校（学校法人大内学園）
- TOKIファッション工科専門学校 - 2018年（平成30年）3月閉校[2]（学校法人伊藤学園）
- 秋田予備校 - 2023年（令和5年）3月閉校（学校法人敬愛学園）

### 能代市
- 能代文化学院 - 2021年（令和3年）3月閉校[3]
- 渟城女子専門学校 - 2018年（平成30年）3月閉校

### 大館市
- 月居服装専門学校 - 2018年（平成30年）3月閉校
- 大館調理師専門学校 - 2018年（平成30年）3月閉校（学校法人ホテヤ学園）
- 大館北秋田医師会附属大館准看護学院 - 2019年（平成31年）3月閉院

### 横手市
- 平鹿総合病院看護専門学校 - 2009年（平成19年）3月閉校[4]

### 湯沢市
- 湯沢ドレメ専門学校 - 2019年（平成31年）1月閉校[5]

### 由利本荘市
- 土田文化服装専門学校 - 2018年（平成30年）3月閉校

### 北秋田市（鷹巣町）
- 寺田服装専門学校 - 2003年（平成15年）閉校

### 鹿角市
- 花輪服装専門学校 - 2015年（平成27年）3月閉校